# 孙鹤
孙鹤（9世纪？—911年）五代十国燕王属下官员。
孙鹤为沧州节度判官。开平三年（909年），幽州节度使刘守光击败俘虏弟弟沧州节度使刘守文，孙鹤、吕兖推举刘守文的儿子的刘延祚为帅，登城抗御防守。开平四年（910年）正月初四，刘延祚出城投降。刘守光部将张万进、周知裕把刘延祚及其将佐送归幽州，杀灭吕兖的全族，释放孙鹤。赵王王镕派使者到幽州乞求援兵，刘守光正在打猎，孙鹤驰往野外的地方对刘守光打猎之处，说是上天想要成全大王的功业，联合起来对付朱温吞并河朔三镇。刘守光嫌王镕屡背盟约，不发兵救援。王镕于是投靠晋王李存勖。乾化元年（911年），刘守光穿唐代皇帝曾穿的赤褐色袍服，想要自己称帝。孙鹤说：“现在内难刚定，公私困苦，太原晋王窥伺西部，契丹王耶律阿保机窥伺北部，匆忙谋划称帝，未见其可行之处。大王要尊养士人，爱恤百姓，训练军队，积贮粮食，修行德政，四方自然服从。”刘守光不高兴。燕王刘守光将要称帝，将佐大多私下以为不可，刘守光在大厅里摆置刀斧、砧板，说：“敢进谏的斩首！”孙鹤说：“沧州被攻破时，孙鹤本该当死，蒙大王保全以今，今日岂敢贪生忘恩。我以为现在大王不可以做皇帝。”刘守光大怒，把孙鹤按伏在砧板上，命令军士剔下他的肉并吃掉。孙鹤大喊说：“不出百日，一定有大兵来到。”刘守光令军士用土塞他的嘴，一寸寸地剁斩。